# 博内塔日
博内塔日（法語：Bonnétage，法語發音：[bɔnetaʒ]）是法国杜省的一个市镇，位于该省东部，属于蓬塔利耶区。

## 地理
博内塔日（47°11'5"N, 6°43'24"E）面积17.71 平方千米，位于法国勃艮第-弗朗什-孔泰大區杜省，该省份为法国东部内陆省份，北起上索恩省，西接汝拉省，东部及东南部与瑞士接壤，东北部与贝尔福地区省接壤。
与博内塔日接壤的市镇（或旧市镇、城区）包括：圣于连莱吕塞、蒙贝利亚尔多、普兰布瓦-迪米鲁瓦尔、罗叙勒、勒吕塞、勒吕耶、格朗德孔布代布瓦、拉紹德封、富尔内-布朗什罗什、弗朗布昂、莱丰特内勒。

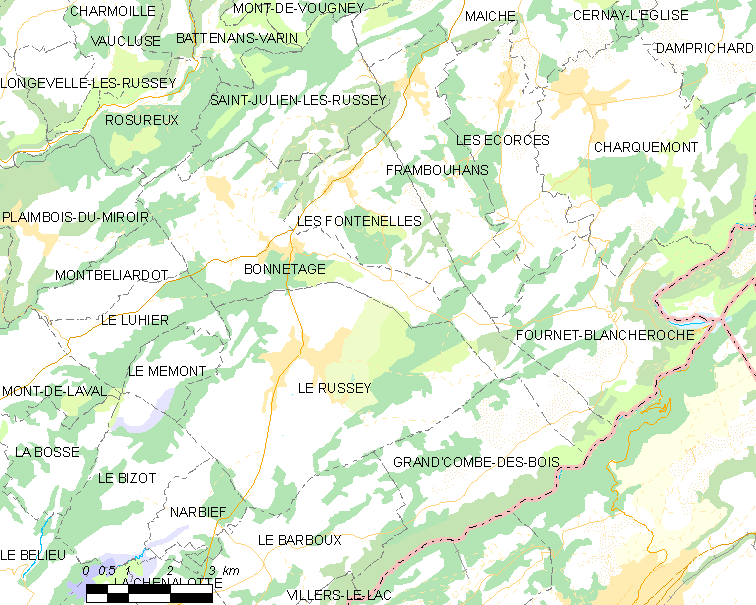
博内塔日的OSM定位图

博内塔日的时区为UTC+01:00、UTC+02:00（夏令时）。

## 行政
博内塔日的邮政编码为25210，INSEE市镇编码为25074。

## 政治
博内塔日所属的省级选区为莫尔托县。

## 人口

1962-2008年间博内塔日人口变化图示

博内塔日于2022年1月1日时的人口数量为1001人。